# Vikings (jeu vidéo)
Pour les articles homonymes, voir Viking (homonymie).
Vikings est un jeu vidéo d'aventure sorti sur PC en 1998.

## Présentation
L'esprit de ce jeu consiste à vivre une aventure en plongeant au cœur de l'univers reconstitué des Vikings. Il est composé de dix niveaux de jeu au cours desquels les énigmes s'enchaînent, dévoilant les différentes facettes de l'âge des Vikings.

## Scénario
Le joueur incarne Hjalmar, un jeune viking dont le père vient d'être tué et le domaine familial massacré. Afin de mettre la main sur les assassins et sur la hache magique dérobée de ses ancêtres, il va devoir fouler le sol norvégien, islandais, groenlandais, ainsi que les rivages du Vinland.

## Crédits
- Conception - direction éditoriale : Édouard Lussan
- Réalisation : Frédéric Locca
- Conception graphique et animations : Frédéric Locca, Éric Ucla, assistés de Pascal Loddo
- Scénario original : Gérard Milhe Poutingon
- Musique originale : Olivier Pryszlak
- Création des bruitages et mixage : Lionel Payet
- Direction de production : Vincent Berlioz
- Développement informatique : Gen Zhang, Vincent Berlioz, Arnaud Vitte, Calvin Walker
- Graphisme et animations : Pascal Loddo, David Passegand, Pätrick Hepner, Cécile Rech
- Documentation Vikings et dialogues : Gérard Milhe Poutingon
- Création graphique de l'interface : Pascal Valty
- Acteurs principaux :
  - Hjalmar : Guillaume Lefort
  - Leif Haraldsson et Thorgeist : Eigil Qwist
  - Eldegrim : Joël Joseph Barbouth
  - Ingolf : Jean-Pierre Belissent
  - Thorild : Alexandra Courquet
  - Saeun : Myriam Tadesse
  - Ragnar : Pascal Parmentier
  - Ingmar : Antoine Martin
- Voix : Jacques Charby, Jean-Pierre Belissent, Marc Brunet, Dolly van den Bisen, Hélène Vauquois
- Édition et coproduction : Index+, France Télécom Multimédia